# Christina Liebetrau (Politikerin)

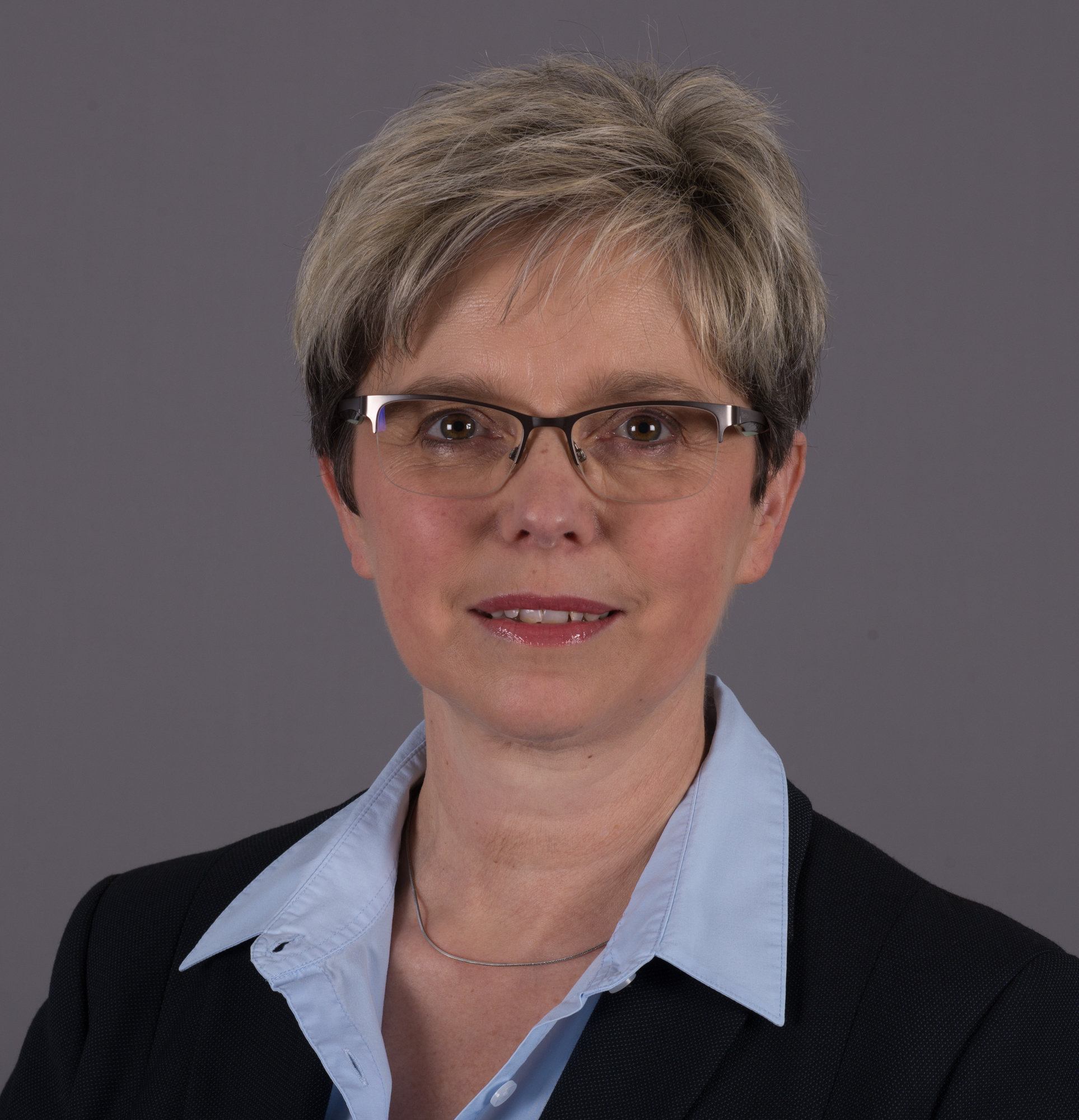
Christina Liebetrau, 2016

Christina Liebetrau (* 1. Juni 1958 in Rotterode) ist eine deutsche Politikerin (CDU). Sie war von 2014 bis 2019 Mitglied des Thüringer Landtags.

## Beruflicher Werdegang
Liebetrau absolvierte von 1975 bis 1978 eine Berufsausbildung mit Abitur als Baufacharbeiter, anschließend von 1978 bis 1983 ein Studium zum Diplom-Bauingenieur. Danach war sie von 1983 bis 1991 für das VEB Wohnungsbaukombinat Suhl tätig. Nach der deutschen Einheit arbeitete sie von 1992 bis 2014 als Angestellte der Rhön-Rennsteig-Sparkasse.

## Politik
Liebetrau wurde 2009 Mitglied des Gemeinderates ihrer Heimatgemeinde Rotterode und amtiert dort seit 2010 als ehrenamtliche Bürgermeisterin. 2014 wurde sie auch in den Kreistag des Landkreises Schmalkalden-Meiningen gewählt. Bei der Landtagswahl in Thüringen 2014 gewann sie für die CDU das Direktmandat im Wahlkreis Schmalkalden-Meiningen II und zog in den Thüringer Landtag ein. Bei der Landtagswahl in Thüringen 2019 verlor sie ihr Mandat.
Sie war Mitglied im Ausschuss für Infrastruktur, Landwirtschaft und Forsten und für die CDU-Fraktion Sprecherin für Infrastrukturangelegenheiten. Außerdem war sie Mitglied des Gleichstellungsausschusses und wurde 2015 in den Denkmalbeirat des Landes Thüringen berufen.
Seit Februar 2016 ist sie stellvertretendes Mitglied der Landessynode der Evangelischen Kirche von Kurhessen-Waldeck.